# Памятник основателям Харькова
Памятник казаку Харько, Конная статуя Харько, Памятник основателям города Харькова, Памятник «Основателям Харькова в честь 350-летия города» — памятник мифическому основателю города Харькова казаку Харько, расположенный в начале проспекта Науки. Открыт 23 августа 2004 года как подарок города Москвы городу Харькову в честь его 350-летия. Высота пьедестала (красный гранит) — 8,5 м, конной статуи (бронза) — около 4 м, вес монумента свыше 70 тонн. Скульптор Зураб Церетели.

## История
Замысел подарить Харькову статую казака Харько возник в мэрии Москвы в 2004 году в связи с приближающимся 350-летием города Харькова. Инициатива подарка Харькову принадлежала Юрию Лужкову. Заказ на изготовление монумента был дан скульптору Зурабу Церетели. Бронзовая конная статуя была отлита за счёт бюджета города Москвы в Санкт-Петербурге на заводе Монументскульптура, хотя на памятной табличке, прикреплённой к постаменту, указано, что памятник отлит на средства Фукса П. Я., Шишкина О. Г., Кернеса Г. А.

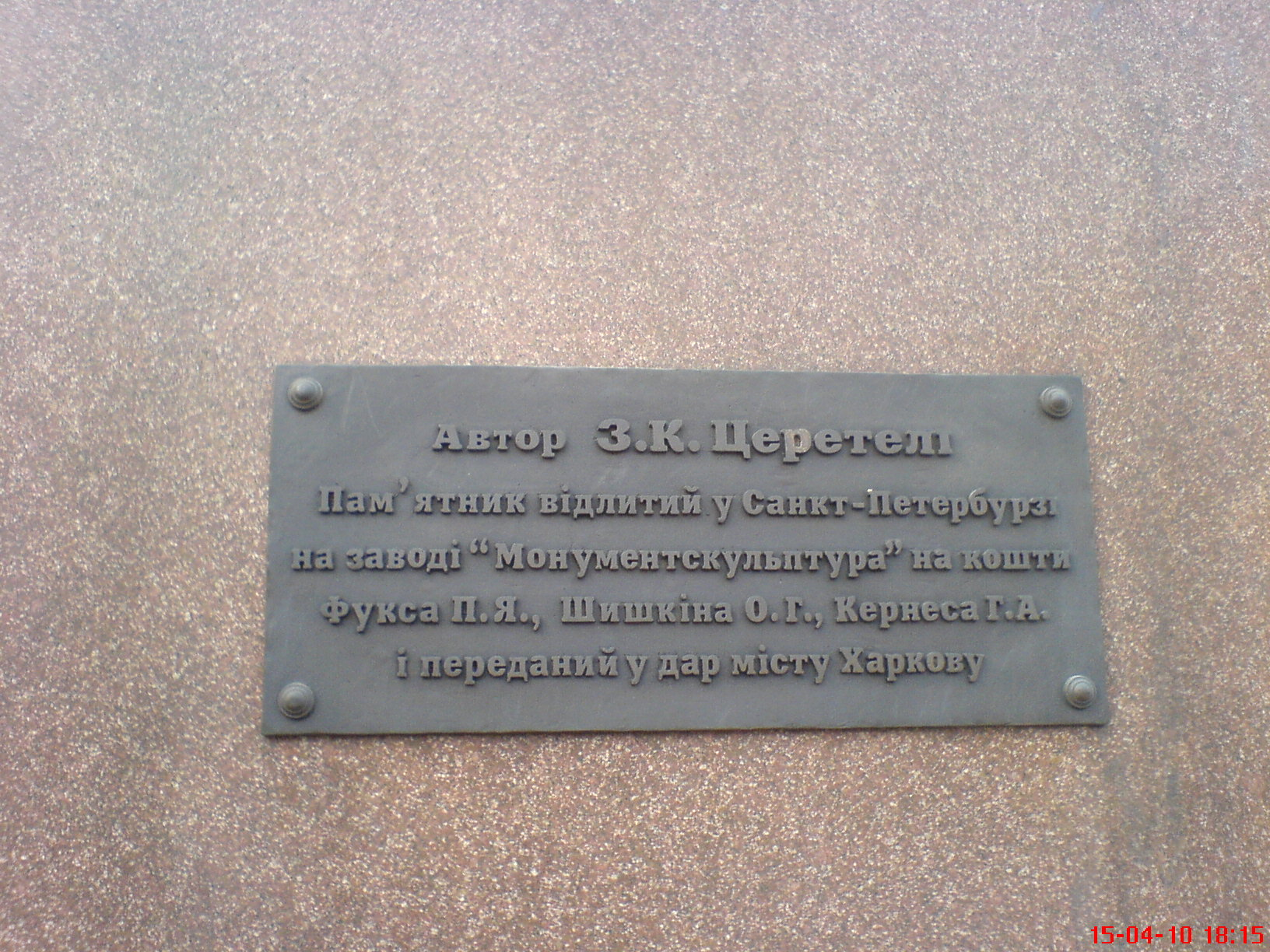
Табличка на памятнике

Памятник был перевезён в разобранном виде из России и смонтирован российскими специалистами в Харькове в начале проспекта Ленина период с 12 по 20 августа 2004 года. В грунт были забиты 13-метровые сваи, на которых был закреплён пьедестал. Открытие памятника состоялось 22 августа 2004 года. В церемонии открытия памятника приняли участие мэр Харькова Владимир Шумилкин и председатель Харьковской областной администрации Евгений Кушнарев. В подножие монумента была заложена металлическая капсула с посланием будущим поколениям харьковчан.
В 2019 году рядом с памятником было зафиксировано превышение радиационного фона. Согласно замерам, произведённым экспертом Владимиром Кожановым, уровень радиации непосредственно у постамента вдвое превышал норму, однако на расстоянии 5 метров от памятника уровень был совершенно безопасный. При этом Кожанов пояснил, что гранит, добываемый из недр земли зачастую слабо или сильно радиоактивен. Вокруг памятника было установлено ограждение.

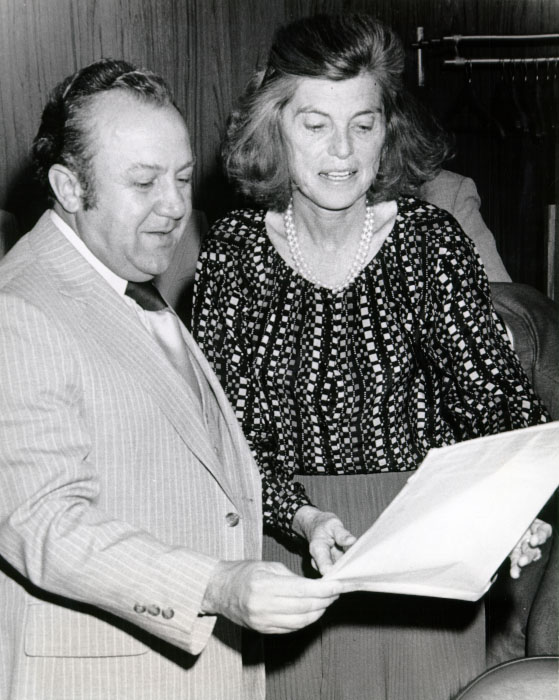
Автор скульптуры Памятника основателям Харькова Зураб Церетели (слева)

## Композиция
Постамент высотой 8,5 м облицован красным гранитом. На нём располагается 4-метровое изваяние всадника, развернувшегося в свободном движении. В руке всадника копьё, щит, за плечами лук и колчан со стрелами. Всадник одет в стрелецкую форму, и расположен лицом на юг, таким образом он как бы въезжает в город с севера. По словам автора, Зураба Церетели, эта скульптурная композиция символизирует российско-украинское единство и присущий украинскому народу дух свободолюбия.
Памятник основателям Харькова стал первым конным памятником в городе.

## Реакция
После установки памятника основателям Харькова в 2004 году проспект Ленина, оказавшийся за спиной всадника, среди харьковчан стали называть «под хвост коню». Комментируя эту народную шутку, действующий мэр города Владимир Шумилкин заметил, что «как бы не сориентировали коня, что-нибудь бы под хвост отправили», добавив: «Я думаю, что это то, что нас будет отличать от других — у нас есть свой конь, свой хвост и свой проспект, и своя ориентация хвоста и проспекта».